# Silva (Miranda do Douro)
Silva (em mirandês Silba), ou São Pedro da Silva, é uma povoação portuguesa do Município de Miranda do Douro que foi sede da extinta Freguesia de Silva, freguesia que tinha 31,44 km² de área e 237 habitantes (2011), e, por isso, uma densidade populacional de 7,5 hab./km².
A Freguesia de Silva foi extinta (agregada) pela reorganização administrativa de 2012/2013, tendo o seu território sido agregado ao da freguesia de Águas Vivas para criara a União de Freguesias de Silva e Águas Vivas.
A Freguesia de Silva era composta por três aldeias:
- Silva
- Fonte Ladrão
- Granja

## População
| População da freguesia de Silva | População da freguesia de Silva | População da freguesia de Silva | População da freguesia de Silva | População da freguesia de Silva | População da freguesia de Silva | População da freguesia de Silva | População da freguesia de Silva | População da freguesia de Silva | População da freguesia de Silva | População da freguesia de Silva | População da freguesia de Silva | População da freguesia de Silva | População da freguesia de Silva | População da freguesia de Silva |
| ------------------------------- | ------------------------------- | ------------------------------- | ------------------------------- | ------------------------------- | ------------------------------- | ------------------------------- | ------------------------------- | ------------------------------- | ------------------------------- | ------------------------------- | ------------------------------- | ------------------------------- | ------------------------------- | ------------------------------- |
| 1864                            | 1878                            | 1890                            | 1900                            | 1911                            | 1920                            | 1930                            | 1940                            | 1950                            | 1960                            | 1970                            | 1981                            | 1991                            | 2001                            | 2011                            |
| 599                             | 551                             | 764                             | 717                             | 715                             | 665                             | 719                             | 823                             | 827                             | 733                             | 472                             | 403                             | 380                             | 310                             | 237                             |